# Théo Lesoualc'h
Théo Lesoualc'h, né le 11 mai 1930 à Paris, mort en 2008, était un écrivain, poète, essayiste et acteur français.

## Biographie
Théo Lesoualc'h nait à Paris en 1930, de parents bretons originaires de Douarnenez. Il étudie d'abord la sculpture avant de s'intéresser plus avant au mime. Grand voyageur, il s'établit notamment cinq ans au Japon, côtoyant le monde du théâtre de l'archipel. Ses premiers essais, La peinture japonaise (1967) et Érotique du Japon (1968), portent d'ailleurs sur ce pays. Il publie également un grand nombre de poèmes dans des revues comme Mai hors saison de Guy Benoît, ou Hors Cadre.

### Essais
- La Peinture japonaise, Rencontre, 1967
- Érotique du Japon, Henri Veyrier, 1968 ; Jean-Jacques Pauvert, collection « Bibliothèque Internationale d'érotologie », 1968 (contrairement à l'édition chez Henri Veyrier, certaines illustrations de cette édition ont été retouchées ou censurées)
- Les Rizières du théâtre japonais, Denoël, 1978

### Romans et poèmes
- La Vie vite, Denoël, 1971
- Phosphènes, Denoël, 1972
- Marayat, Denoël, 1973 ; réédition 2014, éd. Maurice Nadeau
- Oui Poisson-Lune, Bourgois, 1976
- Anata daré ? Retour au Japon dix ans après, Papyrus/Maurice Nadeau, 1982
- Premier geste avant l'aube, Mai hors saison, 1982
- L'Homme clandestin, L'Instant, 1988
- La Porte de papier, Samuel Tastet, 1988
- L'Écriture-Véronique, Mai hors saison, 1989
- Visage dévisage, éd. Nitabah, 2001
- Lésoualc’h, clandestin de nulle part et simultanément, Mai hors Saison, 2010

## Sources
- Maurice Mourier, « Théo Lesoualc'h », La Quinzaine littéraire, no 983, p. 25
- Bernard Le Nail, « Disparition de Théo Lesoualc'h », 5 décembre 2008, Agence Bretagne Presse